# Hyla arenicolor
La ranita de las rocas (Hyla arenicolor) es una especie de anfibio de la familia Hylidae. Habita en las zonas rocosas del sur de los Estados Unidos, sobre todo en los estados de Nuevo México y Arizona, pero también en regiones vecinas de Utah, Texas y Colorado y en los estados mexicanos de Michoacán, México, Guanajuato, Guerrero, Oaxaca y Zacatecas.
La rana adulta mide entre 3.2 y 5.7 cm de largo.  Esta rana come muchos tipos diferentos de insectos.
A los seres humanos les gusta capturar esta rana para usarla en experimentos científicos. Esta rana es un organismo modelo para experimentos sobre termorregulación en animales.